# 第5山地师 (德国国防军)
第5山地师（德语：5. Gebirgs-Division）是二战期间德国国防军的一支精锐部队。它于1940年10月在第18军区（奥地利）成立，其部队是从第1山地师和第10步兵师抽调而来。1945年5月，该部队在都灵附近向美国陆军投降。